# Bogdan Hmeljnicki
Bogdan Hmeljnicki (ukrajinski: Богдан Зиновій Михайлович Хмельницький - Bogdan Zynovij Myhajlovyč Hmeljnyc'kyj) (Ukrajina, Subotiv, 27. prosinca 1595. - Ukrajina, Čyhyryn, 6. kolovoza 1657.) je bio ukrajinski hetman i veleposjednik plemićkog roda u Poljsko-Litavskoj uniji.
Bogdan Hmeljnicki predstavlja jednu od najvažnijih ličnosti u ukrajinskoj povijesti te glavnog ukrajinskog vođu nekoliko velikih oslobodilačkih ustanka ukrajinskih kozaka protiv poljske vlasti u razdoblju od 1648. do 1654. godine. Zaslužan je za uspostavljanje ukrajinske države Zaporoške Republike koja je nakon dužeg perioda predstavljala snažan oslonac ukrajinske neovisnosti.

## Perejaslavski sporazum
Godine 1654. Bogdan Hmeljnicki potpisao je Perejaslavski sporazum kojim se jamčila autonomija Ukrajine-Rus' u zajednici s Moskovskim Carstvom. Sporazum je do danas ostao predmet stručne rasprave između povjesničara jer se sumnja da su u njemu dogovoreni uvjeti naknadno krivotvoreni na korist ruskog odnosno tada još moskovskog cara.
Hmeljnicki je naposljetku bio izigran od moskovskih vlasti, a ključni dogovoreni uvjeti se nisu ispoštovali što je s vremenom nakon njegove smrti dovelo do ruske aneksije Ukrajine i potpunog ukidanja stečene autonomije. Taj čin pokrenuo je lavinu drugih nepovoljnih uvjeta po srednjovjekovnu Ukrajinu, a to se posebno nepovoljno odrazilo na neovisnost Ukrajinske pravoslavne crkve koja se danas predstavlja kroz Ukrajinsku pravoslavnu crkvu Moskovske patrijaršije. Hmeljnicki je nakon prekršenih dogovora pokušao stvoriti savez sa Švedskim Kraljevstvom i Osmanskim Carstvom kako bi i dalje zadržao neovisnost Ukrajine no to mu nije uspjelo.
U Rusiji se Perejaslavski sporazum tumači kao bratsko sjedinjavanje srednjovjekovne Ukrajine-Rusi i Rusije-Moskovije nakon višegodišnje razjedinjenosti i višegodišnje stagnacije ukrajinsko-ruskih odnosa. Često se 1654. godina tretira kao početak političkog formiranja moćnog Ruskog Imperija. U Ukrajini se Perejaslavski sporazum promatra kao prekretnica u kojoj se Ukrajina počinje suočavati s teškim oblicima diktature, velikim ljudskim gubicima i postupnim otuđivanjem ukrajinskog nacionalnog identiteta.

## Strana literatura
- Всемирньїй биографический знциклопедический словарь. М., 1998. — С.824—825;
- УСЕ: Універсальний словник-енциклопедія. К., 1999. — С.1455;
- Шаров І. 100 видатних імен. К., 1999. — С.443—444;
- Видатні діячі України минулих століть. К., 2001. — С.566—567;
- Иллюстрированньїй знциклопедический словарь. М., 2000. — С.1328;
- Сто найвідоміших українців. М.; К., 2002. — С. 106—121.
- Лавріненко Н.П. Де шукати прах Богдана Хмельницького // День - 27 квітня 2006 р.

## Vanjske povewznice
- Biography of Bohdan Khmelnytsky
- Hetman of the Zaporozhian Host from 1648 to 1657.